# Orsonwelles othello
Orsonwelles othello es una especie de arácnido del orden de la arañas (Araneae) y de la familia Linyphiidae.

## Distribución geográfica yhábitat
Es endémica de selvas montanas de la isla de Molokai en Hawái.